# Хуља Авшар
Хуља Авшар (тур. Hülya Avşar; рођена 10. октобра 1963. у Едремиту, Баликесир) турска је глумица, певачица, водитељка, модна дизајнерка, колумнисткиња, уредница часописа и некадашна носитељка титуле Мис Турске. Међународној јавности је најпознатија по улози султаније Сафије у историјској драми Величанствени век: Косем.
За улогу у филму Берлин у Берлину (1993), на 18. Међународном филмском фестивалу у Москви, добила је награду за најбољу главну глумицу. По избору Крал ТВ-а проглашена је најбољом певачицом 2000. године. Четири године заредом добијала је награду Златни лептир за најбољи ток шоу, који води од 1996. до данас. Била је судија у популарним талент-шоу програмима, као што су Турска има таленат и Први глас Турске. Године 2008. награђена је за животно дело на Међународном филмском фестивалу у Анталији.

## Приватни живот
Рођена је у Едремиту, у провинцији Баликесир. Отац јој је курдског порекла из Ардахана, док јој је мајка Туркиња из Едремита. По мајчиној линији, Хуља је потомак Османске династије и то дела који је имигрирао на Крит. У једном интервјуу је изјавила да је курдско име њеног оца Ељо, док је њено Малакан. Завршила је средњу школу у Анкари, након чега се 1982. са породицом преселила у Истанбул.
Године 1979. удала се за Мехмета Теџирлија, студента инжењерства, од ког се убрзо и развела. Због овога, организатори избора за Мис Турске су јој касније одузели круну, када се сазнало да је раније била удата, што по пропозицијама такмичења није било дозвољено. Авшар се по други пут удала 1997, за спортисту Кају Чилингироглуа, од кога се развела 2005. Из овог брака има ћерку Зехру.

## Изабрана филмографија
| Улоге Хуље Авшар |                             |               |                  |           |
| Година           | Српски назив                | Изворни назив | Улога            | Напомена  |
| 1983.            | Харам                       |               | Хуља             |           |
| 1984.            | Страст                      |               | Хаџер            |           |
| 1984.            | Мржња                       |               | Хуља             |           |
| 1985.            | Пут смрти                   |               | Зејнеп           |           |
| 1985.            | Плаво плаво                 |               | Сибел            |           |
| 1989.            | Фотографије                 |               | Неслихан         |           |
| 1993.            | Берлин у Берлину            |               | Дилбер           |           |
| 1993.            | Моћ љубави                  |               | Севги            | ТВ серија |
| 1999.            | Дијаманти госпође Салким    |               | Нора             |           |
| 2002.            | Зелено светло               |               | Елиф             |           |
| 2004.            | Време срца                  |               | Белкис           |           |
| 2004.            | Ако жена жели               |               | Џанан / Дујгу    | ТВ серија |
| 2006.            | Ако жена воли               |               | Дениз Ертекин    | ТВ серија |
| 2011.            | 8 земаља, 8 владара и Синан |               | Султанија Хурем  |           |
| 2011.            | Одељење 72                  |               | Фатма            |           |
| 2015—2016.       | Величанствени век: Косем    |               | Султанија Сафије | ТВ серија |
| 2021—            | Невиност                    |               | Хале Илгаз       | ТВ серија |

## Дискографија

### Студијски албуми
- Her Şey Gönlünce Olsun (13. јун 1989)
- Hatırlar mısın? (1. октобар 1990)
- Hülya Gibi (20. октобар 1991)
- Dost Musun Düşman Mı? (18. март 1993)
- Yarası Saklım (27. децембар 1995)
- Hayat Böyle (јун 1998)
- Aşıklar Delidir (10. мај 2002)
- Haute Couture / Kişiye Özel (октобар 2009)
- Aşk Büyükse (5. октобар 2013)

### Синглови
- Sevdim (април 2000)
- Geçmiş Olsun (август 2011)
- Sen Olmazsan (март 2017), са Рафетом ел Романом
- Saymadım Kaç Yıl Oldu (јул 2019)